# Damietta (guvernement)

Guvernementets flagga

Lägeskarta

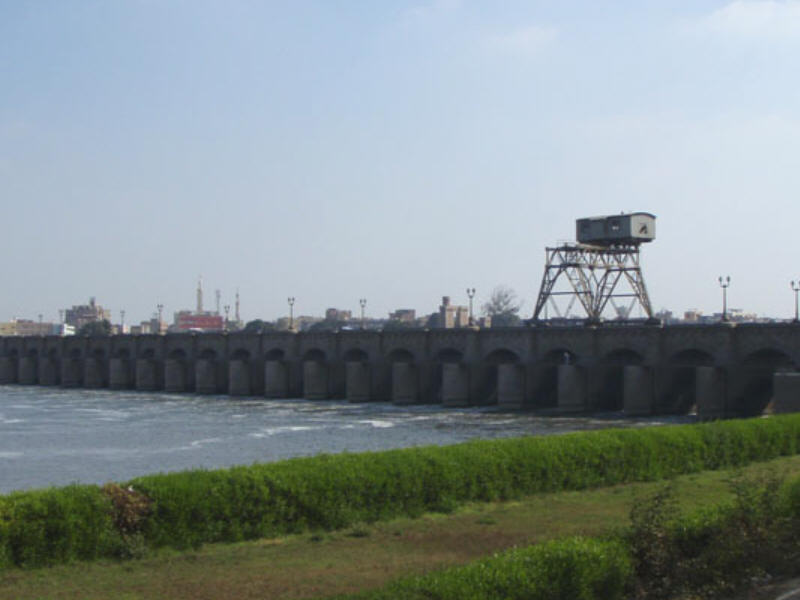
översvämningsbarriären

Guvernementet Damietta (arabiska: محافظة دمياط, Muhafazat Dumyat) är ett av Egyptens 27 muhāfazāt (guvernement). Guvernementet ligger i landets norra del (Nedre Egypten) i Nildeltat och gränsar mot Medelhavet.

## Geografi
Guvernementet har en yta på cirka 910 km²med cirka 1,2 miljoner invånare. Befolkningstätheten är cirka 1 300 invånare/km².
En av Nilens översvämningsbarriärer (Delta Barrages) ligger inom guvernementet.
Områdets nordligaste plats är udden Ra's al Barr.

## Förvaltning
Guvernementets ISO 3166-2 kod är EG-DT och huvudort är Dumyat. Guvernementet är ytterligare underdelad i 5 markas (områden), 4 kism (distrikt) och 1 särskilt förvaltningsområde (Police administrated area).
Andra större städer är Az Zarqā, Fāraskūr och Kafr Sa'd.